# NGC 1895

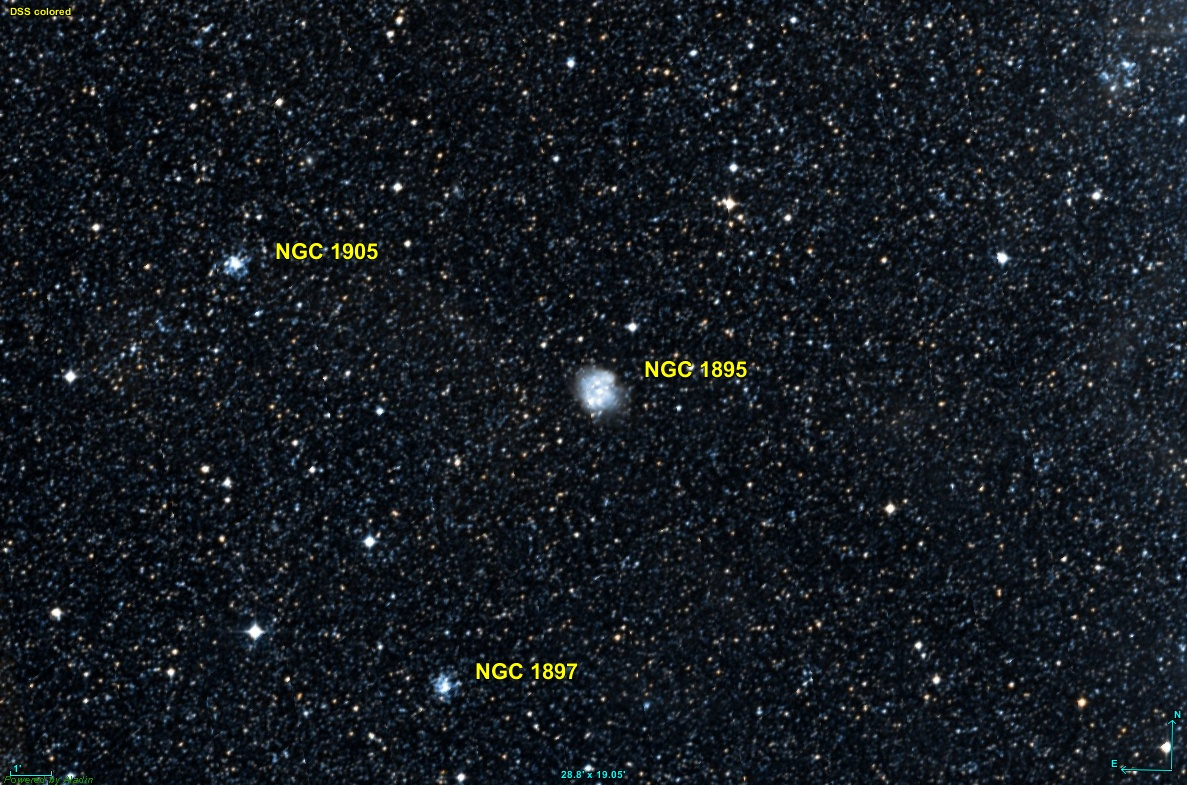
NGC 1895

NGC 1895是剑鱼座的一個發射星雲，位于大麦哲伦星系之内，1834年11月2日由英国天文学家约翰·赫歇尔所发现。